# Joaquinite-(Ce)
La joaquinite-(Ce) è un minerale appartenente al gruppo omonimo.